# Бажер
Баже́р (фр. и окс. Bagert) — коммуна во Франции, находится в регионе Окситания. Департамент коммуны — Арьеж. Входит в состав кантона Сент-Круа-Вольвестр. Округ коммуны — Сен-Жирон.
Код INSEE коммуны — 09033.

## Население
Население коммуны на 2008 год составляло 58 человек.
| 1962 | 1968 | 1975 | 1982 | 1990 | 1999 | 2008 |
| ---- | ---- | ---- | ---- | ---- | ---- | ---- |
| 92   | 65   | 59   | 56   | 45   | 54   | 58   |

## Экономика
В 2007 году среди 30 человек в трудоспособном возрасте (15—64 лет) 16 были экономически активными, 14 — неактивными (показатель активности — 53,3 %, в 1999 году было 58,1 %). Из 16 активных работали 14 человек (8 мужчин и 6 женщин), безработных было 2 (1 мужчина и 1 женщина). Среди 14 неактивных 1 человек был учеником или студентом, 3 — пенсионерами, 10 были неактивными по другим причинам.